# Гістопатологія
Гістопатоло́гія — це розділ мікроскопічного вивчення пошкодженої тканини, він є важливим інструментом патологічної анатомії, оскільки кінцевий діагноз раку та інших захворювань зазвичай вимагає гістопатологічного (патоморфологічного) дослідження зразків.